# Левадки (Павлоградский район)
Левадки (укр. Левадки) — село,
Троицкий сельский совет,
Павлоградский район,
Днепропетровская область,
Украина.
Код КОАТУУ — 1223587503. Население по переписи 2001 года составляло 98 человек .

## Географическое положение
Село Левадки находится в 5-и км от правого берега реки Волчья,
на расстоянии в 1 км от села Великоалександровка (Васильковский район)Находится недалеко от бывшего Артиллерийского полигона ПМЗ.

## Происхождение названия
На территории Украины 2 населённых пункта с названием Левадки.